# Grand Prix Formule 1 van Frankrijk 1972
De Grand Prix Formule 1 van Frankrijk 1972 werd gehouden op 2 juli 1972 op Circuit de Charade.

## Uitslag
| Positie | Nummer | Rijder                | Team         | Ronden | Tijd/Opgave      | Startplaats | Punten |
| ------- | ------ | --------------------- | ------------ | ------ | ---------------- | ----------- | ------ |
| 1       | 4      | Jackie Stewart        | Tyrrell-Ford | 38     | 1:52:22.5        | 3           | 9      |
| 2       | 1      | Emerson Fittipaldi    | Lotus-Ford   | 38     | 27.7             | 8           | 6      |
| 3       | 9      | Chris Amon            | Matra        | 38     | 31.9             | 1           | 4      |
| 4       | 7      | François Cevert       | Tyrrell-Ford | 38     | 49.3             | 7           | 3      |
| 5       | 12     | Ronnie Peterson       | March-Ford   | 38     | 56.8             | 9           | 2      |
| 6       | 26     | Mike Hailwood         | Surtees-Ford | 38     | + 1:36.1         | 10          | 1      |
| 7       | 2      | Denny Hulme           | McLaren-Ford | 38     | + 1:48.1         | 2           |        |
| 8       | 19     | Wilson Fittipaldi Jr. | Brabham-Ford | 38     | + 2:25.1         | 14          |        |
| 9       | 11     | Brian Redman          | McLaren-Ford | 38     | + 2:55.5         | 13          |        |
| 10      | 18     | Graham Hill           | Brabham-Ford | 38     | + 2:59.5         | 20          |        |
| 11      | 3      | Jacky Ickx            | Ferrari      | 37     | + 1 Ronde        | 4           |        |
| 12      | 20     | Carlos Reutemann      | Brabham-Ford | 37     | + 1 Ronde        | 17          |        |
| 13      | 30     | Nanni Galli           | Ferrari      | 37     | + 1 Ronde        | 19          |        |
| 14      | 28     | Andrea de Adamich     | Surtees-Ford | 37     | + 1 Ronde        | 12          |        |
| 15      | 5      | Jean-Pierre Beltoise  | BRM          | 37     | + 1 Ronde        | 24          |        |
| 16      | 10     | Rolf Stommelen        | March-Ford   | 37     | + 1 Ronde        | 15          |        |
| 17      | 27     | Tim Schenken          | Surtees-Ford | 36     | + 2 Ronden       | 5           |        |
| 18      | 6      | David Walker          | Lotus-Ford   | 34     | Aandrijving      | 22          |        |
| 19      | 15     | Mike Beuttler         | March-Ford   | 33     | Geen benzine     | 23          |        |
| NC      | 8      | Patrick Depailler     | Tyrrell-Ford | 33     | Niet geklasseerd | 16          |        |
| NF      | 24     | Reine Wisell          | BRM          | 25     | Versnellingsbak  | 18          |        |
| NF      | 17     | Carlos Pace           | March-Ford   | 18     | Motor            | 11          |        |
| NF      | 25     | Helmut Marko          | BRM          | 8      | Oogblessure      | 6           |        |
| NF      | 14     | Niki Lauda            | March-Ford   | 4      | Aandrijving      | 21          |        |
| NQ      | 29     | Dave Charlton         | Lotus-Ford   |        |                  |             |        |

## Statistieken
| Pole-position | Chris Amon | Matra | 2:53.4 |
| Snelste ronde | Chris Amon | Matra | 2:53.9 |

## Noot
- Dit was het debuut van de Franse coureur (en toekomstig Grand Prix-winnaar) Patrick Depailler.
- Vijfde pole position voor Chris Amon en voor een Nieuw-Zeelandse coureur.

1906 · 1907 · 1908 · 1912 · 1913 · 1914 · 1921 · 1922 · 1923 · 1924 · 1925 · 1926 · 1927 · 1928 · 1929 · 1930 · 1931 · 1932 · 1933 · 1934 · 1935 · 1936 · 1937 · 1938 · 1939 · 1947 · 1948 · 1949 · 1950 · 1951 · 1952 · 1953 · 1954 · 1956 · 1957 · 1958 · 1959 · 1960 · 1961 · 1962 · 1963 · 1964 · 1965 · 1966 · 1967 · 1968 · 1969 · 1970 · 1971 · 1972 · 1973 · 1974 · 1975 · 1976 · 1977 · 1978 · 1979 · 1980 · 1981 · 1982 · 1983 · 1984 · 1985 · 1986 · 1987 · 1988 · 1989 · 1990 · 1991 · 1992 · 1993 · 1994 · 1995 · 1996 · 1997 · 1998 · 1999 · 2000 · 2001 · 2002 · 2003 · 2004 · 2005 · 2006 · 2007 · 2008 · 2018 · 2019 · 2021 · 2022